# Nasbinals
Nasbinals (okcitán nyelven Las Binals) község Franciaország déli részén, Lozère megyében. 2011-ben 501 lakosa volt.

## Fekvése
Nasbinals az Aubrac-hegységben fekszik, Mende-tól  km-re északnyugatra, 1180 méteres (a községterület 1080-1386 méteres) tengerszint feletti magasságban, Mende-tól 52 km-re északnyugatra, Lozère, Cantal és Aveyron megyék határánál.
Északról Recoules-d’Aubrac, északkeletről Malbouzon, keletről Marchastel, délkeletről Les Salces, nyugatról pedig Saint-Chély-d’Aubrac, Pradels-d’Aubrac és Aurelle-Velrac községekkel határos. Északi és keleti határát a Bès-folyó glaciális völgye alkotja.
Nasbinals-t a D900-as megyei út köti össze Marvejols-lal (29 km), a D987-es pedig Aumont-Aubrackal (24 km), valamint Espalionnal (34 km). A D12-es a Cantal megyei Chaudes-Aigues (27 km) felé teremt összeköttetést.
A községhez tartozik Montgrousset, Montgros, La Bessière, Baboyères és Ginestouse.

## Története
Nasbinals a történelmi Gévaudan Peyre-i báróságához tartozott, a Le Puy-ből Santiago de Compostelába vezet Via Podiensis fontos megállóhelye volt (címerében a sas Peyre-re, a kagyló a zarándokútra utal). Az ókorban is lakott volt, a Via Agrippa római út egyik megállóhelye (Ad Silanum) állt itt. A település a 8. században alakult ki. A 11. században épült temploma az aubraci apátsághoz tartozott.
Napjainkban a fő gazdasági ágazat az idegenforgalom, telente két sífelvonó is működik a község területén (Le Fer à Cheval, Le Cabrier). A mezőgazdaságban a legeltető szarvasmarhatartáson van a hangsúly.

### Demográfia
| Év   | Lakosság |
| ---- | -------- |
| 1793 | 1250     |
| 1851 | 1158     |
| 1876 | 1214     |
| 1901 | 1215     |
| 1936 | 1011     |

| Év   | Lakosság |
| ---- | -------- |
| 1946 | 917      |
| 1954 | 803      |
| 1962 | 725      |
| 1968 | 713      |

| Év   | Lakosság |
| ---- | -------- |
| 1975 | 636      |
| 1982 | 606      |
| 1990 | 503      |
| 1999 | 504      |
| 2010 | 500      |

## Nevezetességei
- Temploma auvergne-i román stílusban épült a 11. században.
- Notre Dame de la Sentinelle - a falutól északra emelkedő, 1269 m magas csúcson álló 19. századi Szűz Mária-szobor régi zarándokhely. A hegyről körpanoráma nyílik.
- Croix des 3 Éveques - három történelmi tartomány határán (Gévaudan, Rouergue, Auvergne) álló kereszt.
- Croix de Rode - az Aubrac emblematikus keresztje a Signal de Mailhebiau északi lábánál áll, Aveyron megye határán. 1377-ben emeltette Peyre bárója a Poitiers - Saint-Gilles zarándokút mentén.[2]
- Salhens- és Souveyrols-tavak (glaciális eredetűek, előbbi 6, utóbbi 1,6 hektáros területen).
- Déroc-vízesés - 32 méter magasból zúdul alá egy bazaltömlés tetejéről. A vízesés alatt egy lávabarlang található.
- Az első világháború áldozatainak emlékművét 1922-ben emelték.[3]

## Képtár

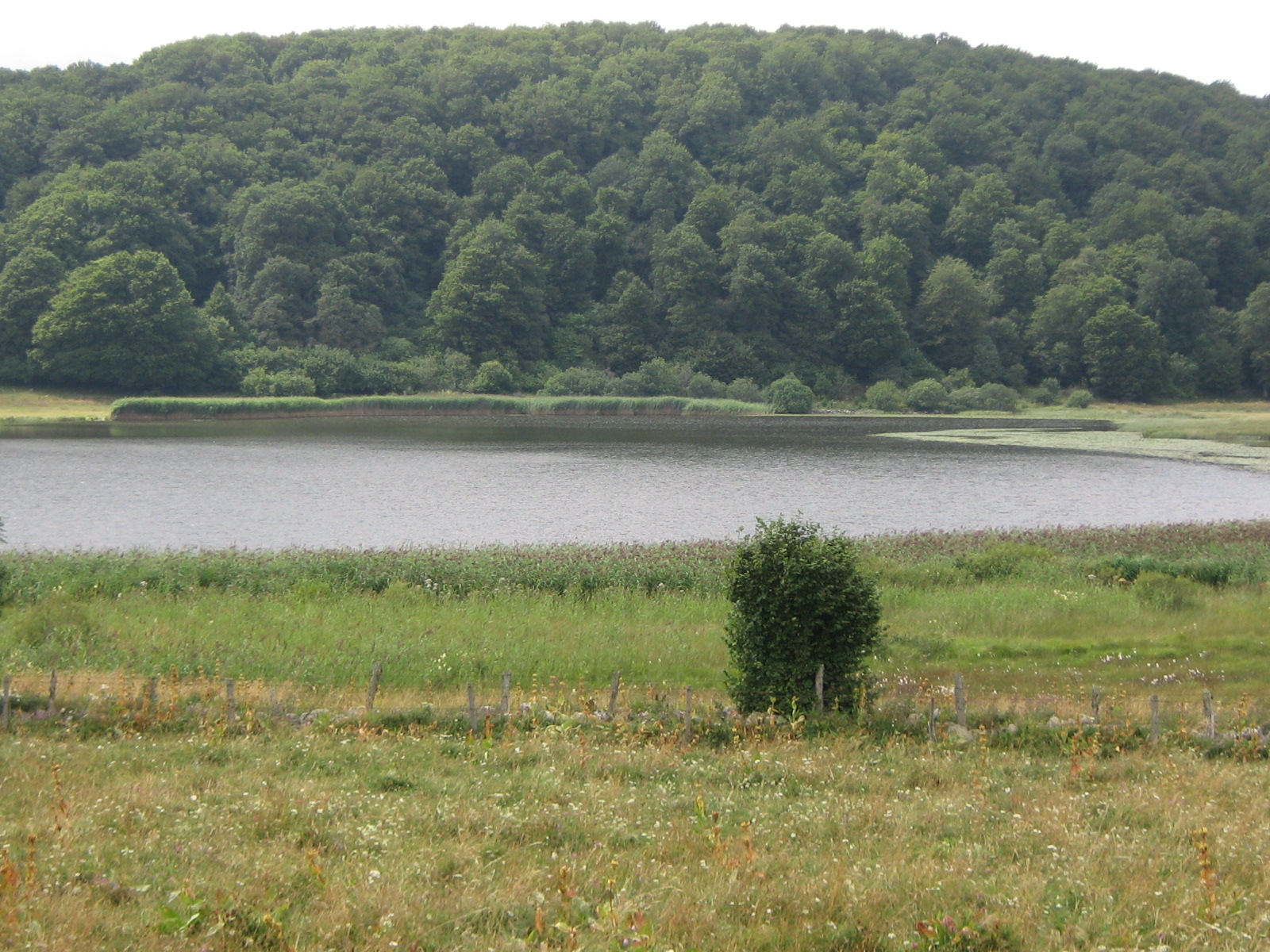
Salhiens-tó
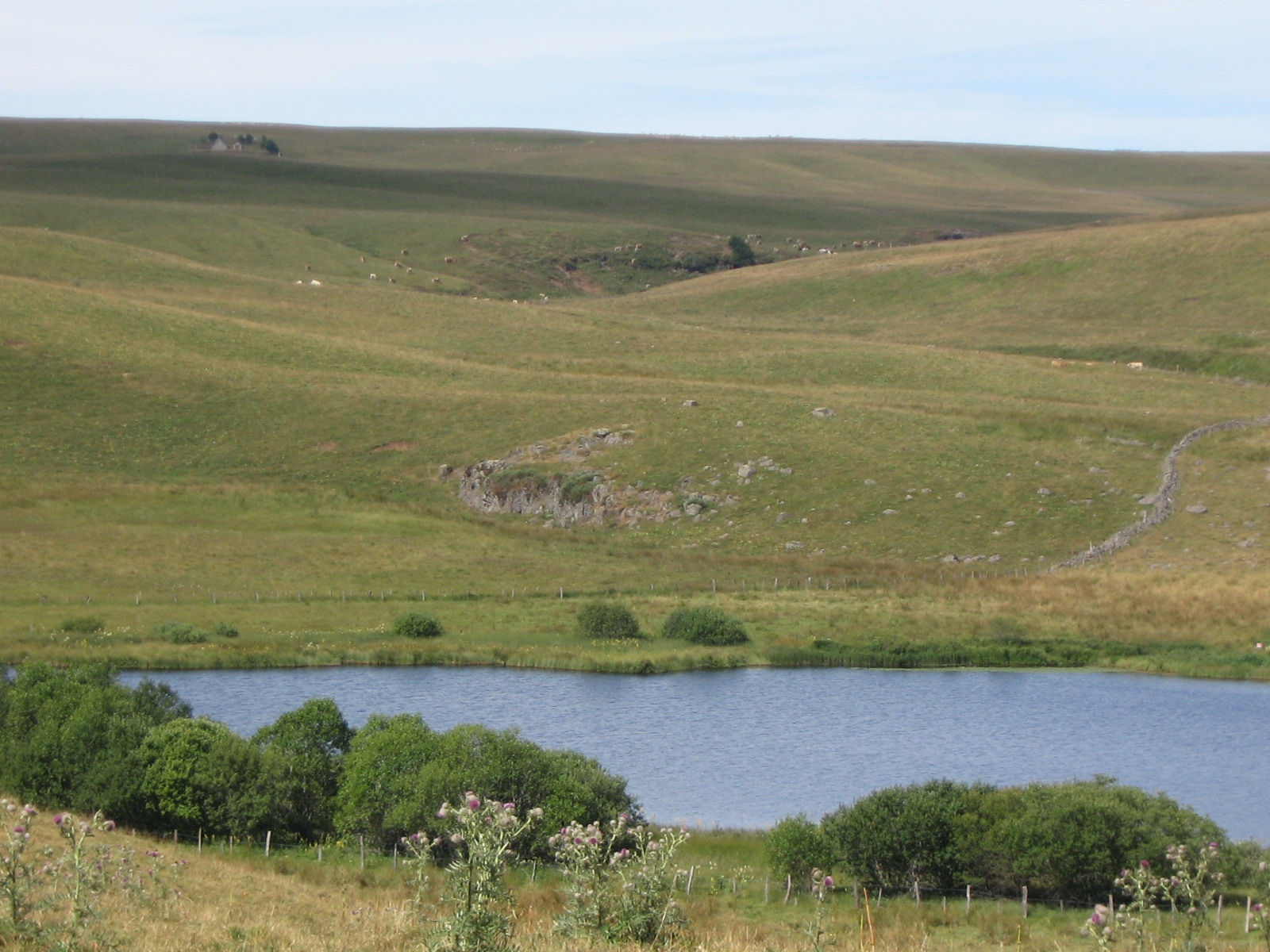
Souveyrols-tó
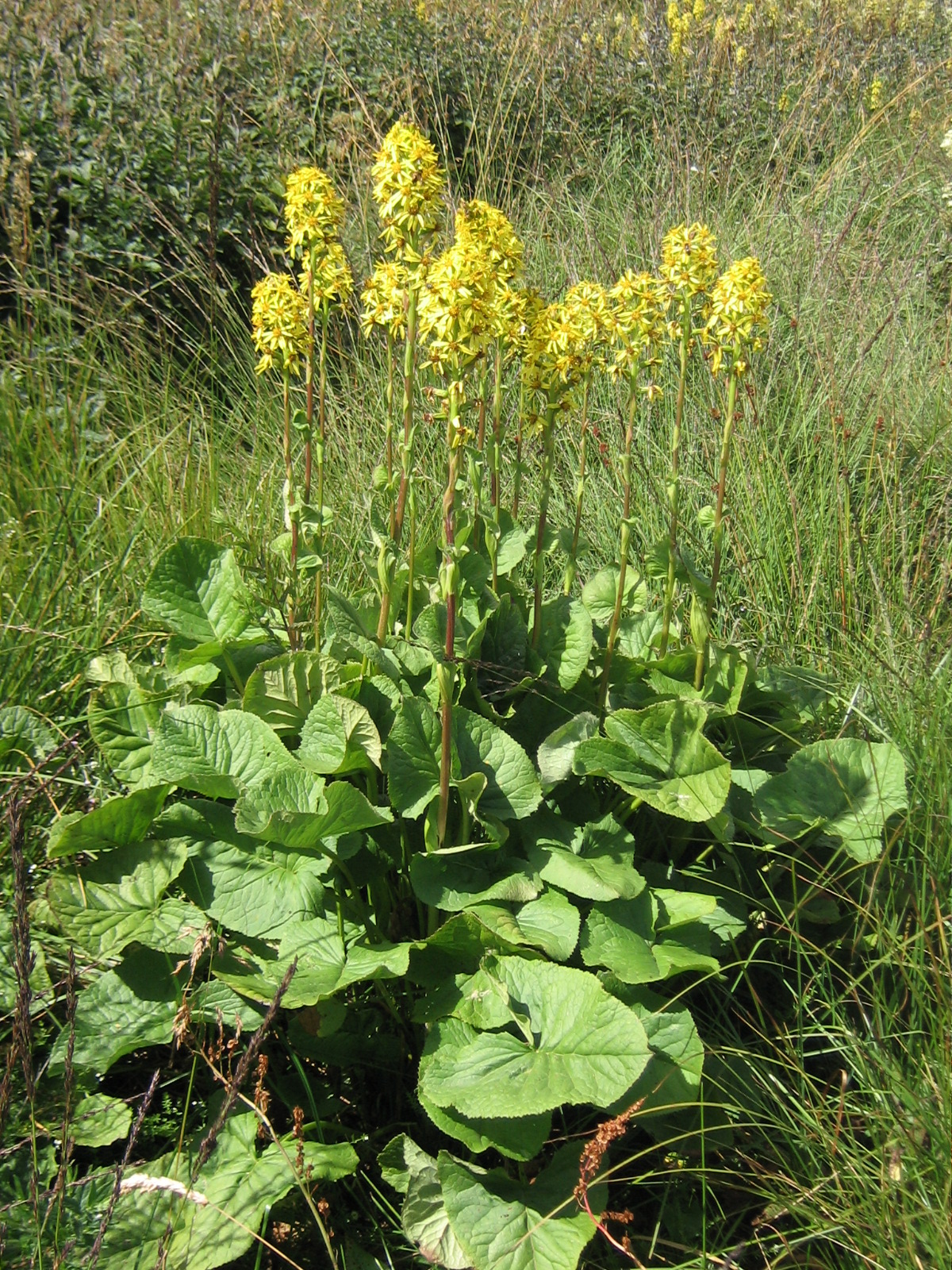
A Souveyrols-tó partjainak értékes reliktumnövénye a szibériai hamuvirág
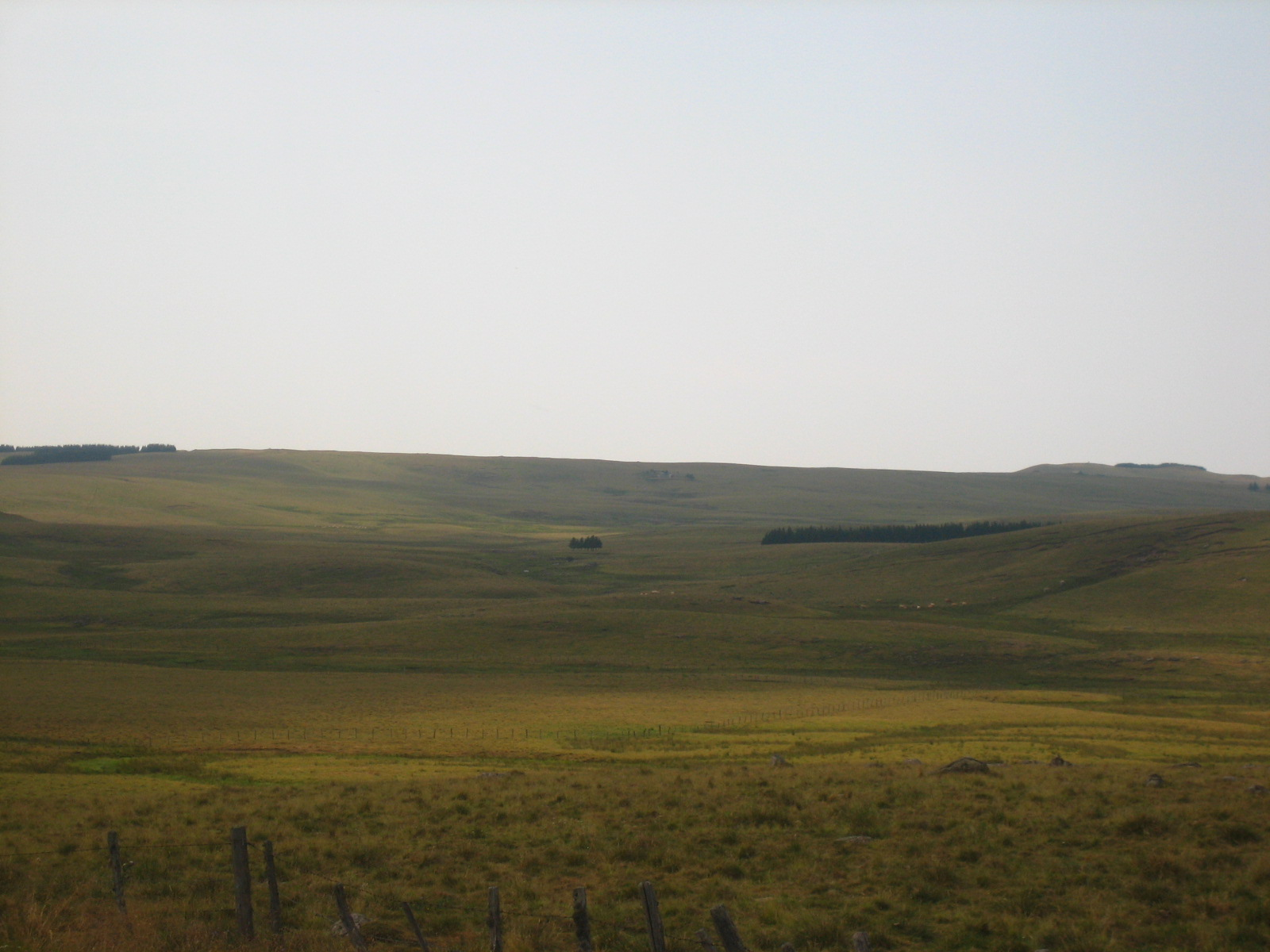
Az Aubrac fennsíkja Nasbinals közelében

## Híres emberek
- Pierre Brioude vagy Pierrounet (1832-1907) - híres népi gyógyító a falu szülötte volt, két évvel halála után mellszobrot állítottak tiszteletére.
- Marc-Antoine Charrier (1755-1793) - nasbinals-i jegyző (a Rendi Gyűlés volt tagja) 1793-ban a lozère-i ellenforradalmi felkelés vezetője volt.

## Kapcsolódó szócikk
- Lozère megye községei